# Mitragyna diversifolia
Mitragyna diversifolia là một loài thực vật có hoa trong họ Thiến thảo. Loài này được (Wall. ex G.Don) Havil. mô tả khoa học đầu tiên năm 1897.

## Hình ảnh

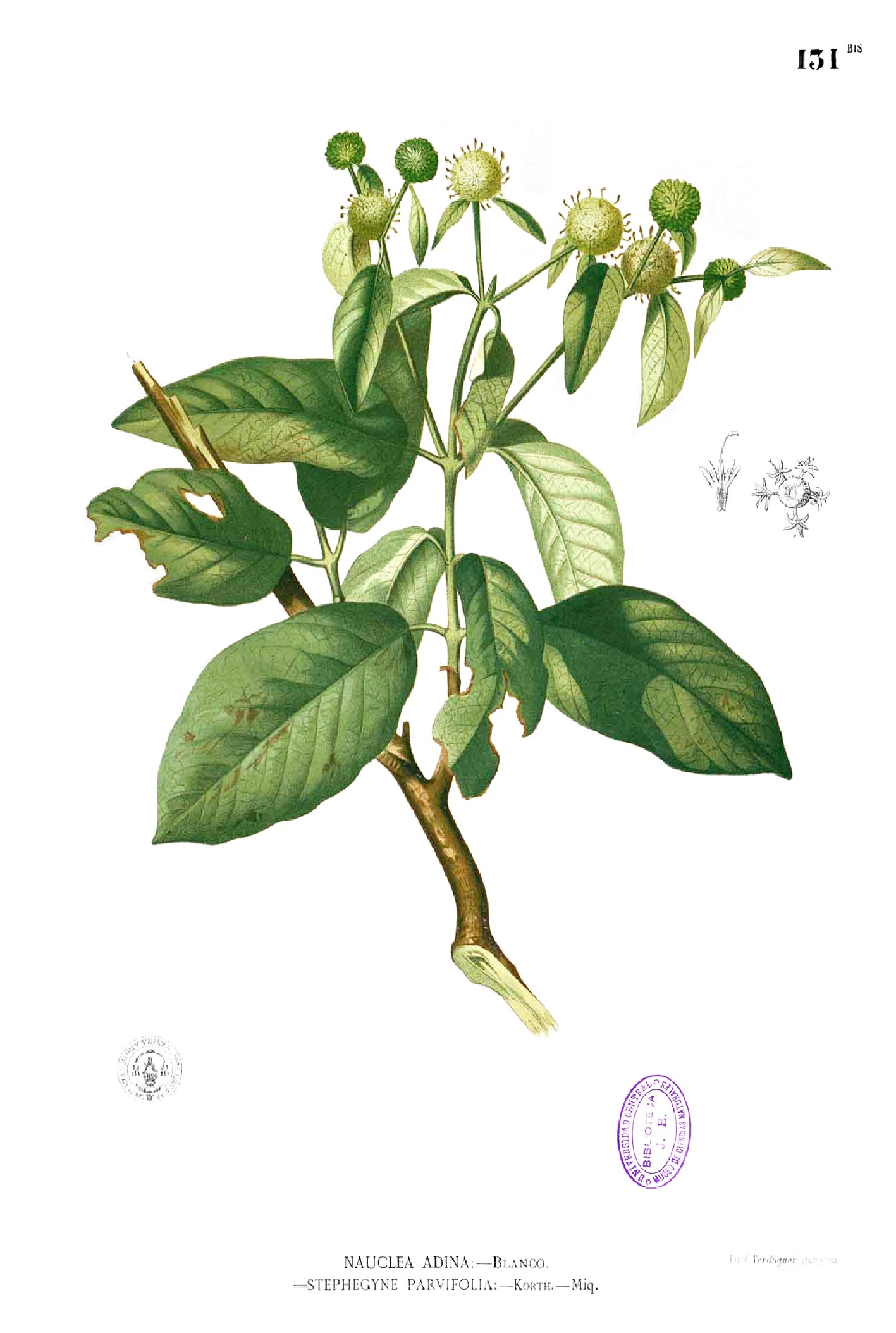
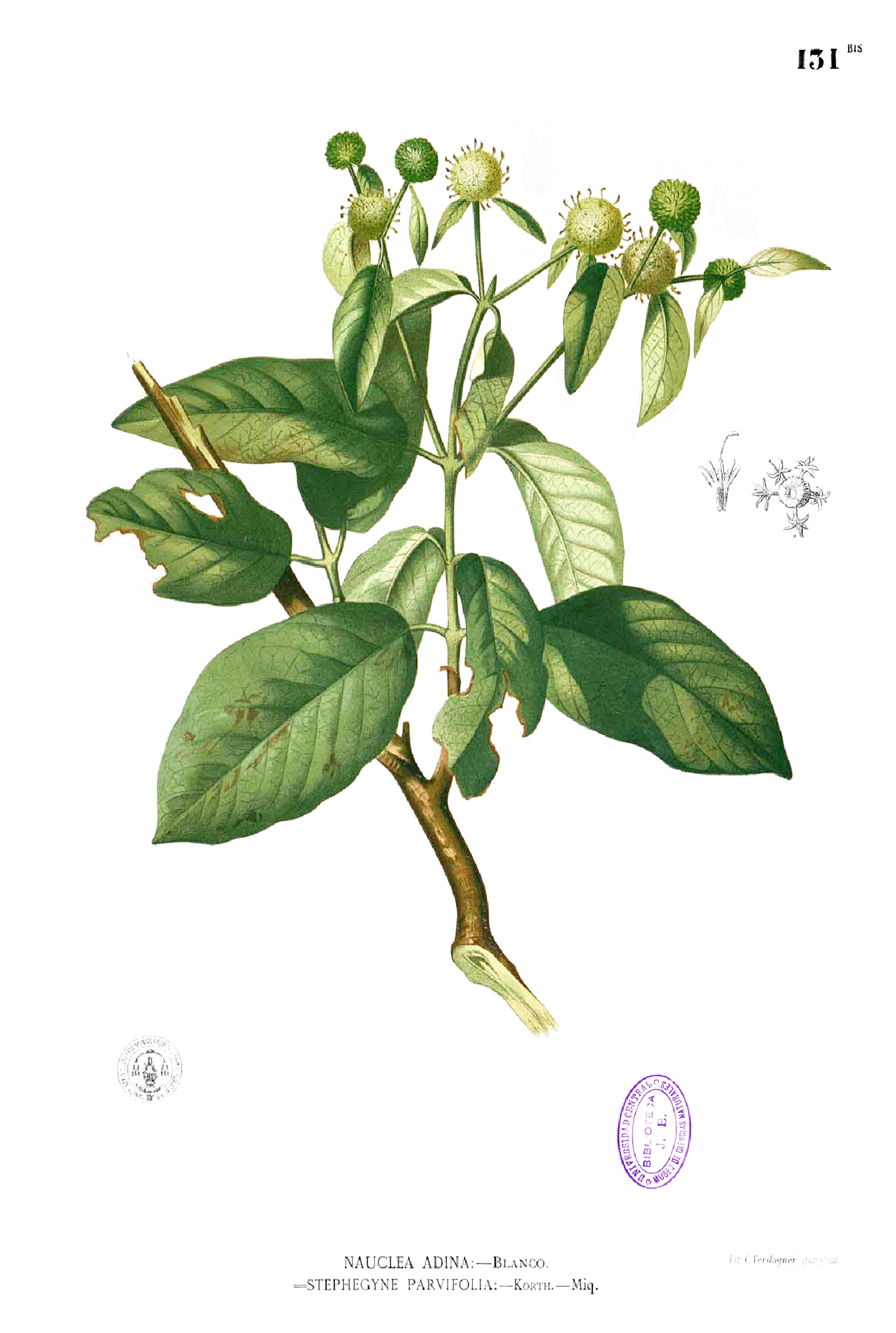